# سلجوقي خاتون
سلجوقي خاتون وتلقب الخلاطية ، بنت قلج أرسلان الثاني بن مسعود سلطان الروم، وهي زوجة الخليفة أحمد الناصر لدين الله وقد كان يحبها. قدمت بغداد للحج فوصفت للناصر وأخبر بجمالها الزائد، وكانت متزوجة بصاحب حصن كيفاء فحجت وعادت إلى بلدها، فتوفي زوجها فخطبها الخليفة من أخيها فزوجها منه ومضى لإحضارها الحافظ يوسف بن أحمد شيخ رباط الأرجوانية سنة اثنتين وثمانين فأحضرت وشغف الخليفة بها. وبنت لها رباطا وتربة بالجانب الغربي. فتوفيت سنة أربع وثمانين وخمس مائة قبل فراغ العمارة. ودخل على الخليفة من الحزن ما لا يوصف وحضرها كافة الدولة ورفعت الغرز والطرحات ولبسوا الأبيض ورفعت البسلمة ووضعت على رؤوس الخدام وارتفع البكاء من الجواري والخدم وعمل لها العزاء والختمات وتركت دارها بجميع ما فيها من الأقمشة والأثاث على حالها سنين عديدة لا يؤخذ منها شيء ولا يفتح.